# Cyrtopogon albibarbatus
Cyrtopogon albibarbatus är en tvåvingeart som beskrevs av Pavel Lehr 1998. Cyrtopogon albibarbatus ingår i släktet Cyrtopogon och familjen rovflugor. Inga underarter finns listade i Catalogue of Life.